# Eurylemma auricollis
Eurylemma auricollis is een keversoort uit de familie boktorren (Cerambycidae). De wetenschappelijke naam van de soort is voor het eerst geldig gepubliceerd in 1974 door Chemsak & Linsley.